# Nikolaj Beer
Nikolaj Beer, slovenski slikar, * 1945, Križevci. 
Leta 1973 je diplomiral iz slikarstva na Akademiji za likovno umetnost v Ljubljani pri profesorju Gabrijelu Stupici. Kot svobodni umetnik živi in ustvarja v Izlakah, kjer je tudi umetniški vodja najstarejše slikarske kolonije na Slovenskem.
Poglavitni temi tega likovnika sta krajinarstvo in figuralika, organsko povezani in slogovno enotni.

## Nagrade
- 1989 - velika premija Pannonia 89, Sombotel, Madžarska
- 1990 - Grumova nagrada občine Zagorje ob Savi
- 1993 - plaketa za vrhunske dosežke v kulturi občine Murska Sobota
- 2004 - grand prix na 6. slovenskem bienalu mesta Kranja
- 2023 - nagrada Prešernovega sklada

## Samostojne razstave
- 1974 - Galerija Ars, Ljubljana
- 1978 - Razstavni prostor arhitekta Franca Novaka, Murska Sobota
- 1979 - Galerija Prešernova hiša, Kranj
- 1983 - Avla KC Delavski dom, Zagorje ob Savi
- 1984 - Galerija Ars, Ljubljana
- 1985 - Prekmurska banka LB, Murska Sobota
- 1987 - Galerija Krško
- 1988 - Galerija Labirint, Ljubljana
- 1989 - Gorenjski muzej, Kranj
- 1989 - Galerija muzej, Lendava
- 1990 - Galerija Ars, Ljubljana
- 1992 - Galerija Murska Sobota
- 1993 - Galerija Equrna, Ljubljana
- 1993 - Gorenje d.d., razstavni prostor, Velenje
- 1993 - Generalni konzulat Republike Slovenije v New Yorku, ZDA
- 1994 - Galerija Vodnikova domačija
- 1995 - Galerija Kompas, Ljubljana
- 1995 - Hotel Radin, Radenci
- 1996 - Avla Iskra Commerce, Ljubljana
- 1996 - Ministrstvo RS za gospodarske dejavnosti, Ljubljana
- 1997 - Galerija Kos, Ljubljana
- 1998 - Ministrstvo za gospodarske dejavnosti, Ljubljana
- 1998 - Galerija Vrančič, Zminec
- 1998 - Gorenje d.d., razstavni prostor, Velenje
- 1999 - Center za promocijo turizma Slovenije, Ljubljana
- 1999 - Knjižnica Šentjur
- 2000 - Zavod za zdravstveno zavarovanje Slovenije, Ljubljana
- 2003 - Lamutov likovni salon, Kostanjevica na Krki
- 2003 - Galerija Murska Sobota
- 2003 - Galerija Loža, Obalne galerije, Koper
- 2004 - Institut Jožef Stefan, Ljubljana
- 2005 - Gorenjski muzej, Kranj
- 2006 - Mestna galerija Ljubljana

Sodeloval je tudi na številnih skupinskih razstavah doma in v tujini ter na mnogih likovnih kolonijah.